# Mucrospirifer
Mucrospirifer is een geslacht van uitgestorven brachiopoden uit de klasse Rhynchonellata (Articulata) en de orde Spiriferida, dat voorkwam van het Midden- tot het Laat-Devoon. Ze worden soms 'vlinderschelpen' genoemd. Net als andere brachiopoden waren het filtervoeders. Deze fossielen komen voornamelijk voor in lagen uit het Midden-Devoon.

## Beschrijving
Deze 2,5 centimeter lange biconvexe schaal van de brachiopode kenmerkt zich door de vleugelachtige vorm van de schelp met een tamelijk brede slotrand. De arm- en steelklep bevatten een duidelijke plooi, respectievelijk sulcus (verdiept gedeelte van het buitenoppervlak). Aan de bovenkant van de steelklep bevindt zich een kleine steelopening. De schaal van Mucrospirifer heeft een plooi, sulcus en costae. Het is sterk langwerpig langs de scharnierlijn, die zich naar buiten uitstrekt om scherpe punten te vormen. Dit geeft ze een vin- of vleugelachtig uiterlijk. Het topgedeelte (umbo) van de pedikelklep bevat een kleine vouw voor de pedikel. Mucrospirifer leefde in modderige zeesedimenten en werd via de pedicle aan de zeebodem bevestigd. De schaal lijkt soms op twee aan elkaar geplakte schelpen.

## Soorten
- Mucrospirifer albanensis
- Mucrospirifer arkonensis
- Mucrospirifer bouchardi
- Mucrospirifer diluvianoides
- Mucrospirifer grabaui
- Mucrospirifer medfordsis
- Mucrospirifer mucronatus
- Mucrospirifer paradoxiformis
- Mucrospirifer profundus
- Mucrospirifer prolificus
- Mucrospirifer refugiensis
- Mucrospirifer thedfordensis
- Mucrospirifer williamsi